# Borský Mikuláš
Borský Mikuláš é um município da Eslováquia, situado no distrito de Senica, na região de Trnava. Tem 49,98 km² de área e sua população em 2019 foi estimada em 3999 habitantes.

## Demografia
| Ano:        | 1994 | 2004   | 2014   | 2024   |
| ----------- | ---- | ------ | ------ | ------ |
| Broj ljudi: | 3826 | 3879   | 3937   | 4002   |
| Razlika:    |      | +1,38% | +1,49% | +1,65% |

| Ano:               | 2023 | 2024   |
| ------------------ | ---- | ------ |
| Número de pessoas: | 4020 | 4002   |
| Diferença:         |      | -0,44% |